# Podoška
Podoška (cyr. Подошка) – wieś w Bośni i Hercegowinie, w Republice Serbskiej, w gminie Kostajnica. W 2013 roku liczyła 76 mieszkańców.